# Liste der Biografien/Schmidt, R
Liste der Biografien |
Portal Biografien |
R Personensuche
# |
A |
B |
C |
D |
E |
F |
G |
H |
I |
J |
K |
L |
M |
N |
O |
P |
Q |
R |
S |
T |
U |
V |
W |
X |
Y |
Z |
?
 
Sa |
Sb |
Sc |
Sd |
Se |
Sf |
Sg |
Sh |
Si |
Sj |
Sk |
Sl |
Sm |
Sn |
So |
Sp |
Sq |
Sr |
Ss |
St |
Su |
Sv |
Sw |
Sy |
Sz
 
Sca–Sce |
Sch |
Sci–Scz
 
Scha |
Schc |
Schd |
Sche |
Schg |
Schi |
Schj |
Schk |
Schl |
Schm |
Schn |
Scho |
Schp |
Schr |
Schs |
Scht |
Schu |
Schv |
Schw |
Schy
 
Schma |
Schme |
Schmi |
Schmo |
Schmu |
Schmy
 
Schmic |
Schmid |
Schmie |
Schmig |
Schmik |
Schmil |
Schmin |
Schmir |
Schmis |
Schmit
 
Schmida |
Schmidb |
Schmide |
Schmidf |
Schmidg |
Schmidh |
Schmidi |
Schmidj |
Schmidk |
Schmidl |
Schmidm |
Schmidp |
Schmidr |
Schmids |
Schmidt |
Schmid, A |
Schmid, B |
Schmid, C |
Schmid, D |
Schmid, E |
Schmid, F |
Schmid, G |
Schmid, H |
Schmid, I |
Schmid, J |
Schmid, K |
Schmid, L |
Schmid, M |
Schmid, N |
Schmid, O |
Schmid, P |
Schmid, R |
Schmid, S |
Schmid, T |
Schmid, U |
Schmid, V |
Schmid, W |
Schmid, Y
 
Schmidt, A |
Schmidt, B |
Schmidt, C |
Schmidt, D |
Schmidt, E |
Schmidt, F |
Schmidt, G |
Schmidt, H |
Schmidt, I |
Schmidt, J |
Schmidt, K |
Schmidt, L |
Schmidt, M |
Schmidt, N |
Schmidt, O |
Schmidt, P |
Schmidt, R |
Schmidt, S |
Schmidt, T |
Schmidt, U |
Schmidt, V |
Schmidt, W |
Schmidt, Y |
Schmidtb |
Schmidtc |
Schmidte |
Schmidtg |
Schmidth |
Schmidti |
Schmidtk |
Schmidtl |
Schmidtm |
Schmidtn |
Schmidts
Die Liste der Biografien führt alle Personen auf, die in der deutschsprachigen Wikipedia einen Artikel haben. Dieses ist eine Teilliste mit 87 Einträgen von Personen, deren Namen mit den Buchstaben „Schmidt, R“ beginnt.

## Schmidt, R

### Schmidt, Ra
- Schmidt, Rachel (* 1975), Violinistin und Mitglied der Berliner Philharmoniker
- Schmidt, Rachel (* 1994), neuseeländische Trampolinturnerin
- Schmidt, Rahim (* 1959), iranisch-deutscher Politiker (CDU), Arzt und Wissenschaftler
- Schmidt, Rainer, deutscher Wirtschaftsinformatiker
- Schmidt, Rainer (1930–2020), deutscher Mediziner, Individualpsychologe, Psychotherapeut und Autor
- Schmidt, Rainer (* 1947), deutscher Politiker (GAL), MdHB
- Schmidt, Rainer (1947–2008), deutscher Physiker und Jazzmusiker (Trompete, Kornett)
- Schmidt, Rainer (* 1948), deutscher Skispringer
- Schmidt, Rainer (* 1954), deutscher Landschaftsarchitekt, Stadtplaner und Professor für Landschaftsarchitektur an der Beuth Hochschule für Technik Berlin
- Schmidt, Rainer (* 1964), deutscher Journalist und Schriftsteller
- Schmidt, Rainer (* 1964), deutscher Violinist
- Schmidt, Rainer (* 1965), deutscher evangelischer Theologe und Tischtennisspieler
- Schmidt, Rainer A. (* 1963), deutscher Posaunist, Musiker und Filmeditor
- Schmidt, Rainer F. (* 1955), deutscher Historiker, Professor für Neueste Geschichte
- Schmidt, Rainer G. (1950–2025), deutscher Übersetzer und Lyriker
- Schmidt, Ralf (* 1960), deutscher Sänger, ProduzentRalf Schmidt (* 1960)

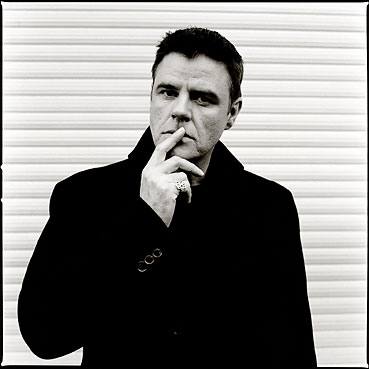
Ralf Schmidt (* 1960)

- Schmidt, Ralf (* 1966), deutscher Radrennfahrer
- Schmidt, Ralf (* 1985), deutscher Fußballspieler

### Schmidt, Re
- Schmidt, Rebekka (* 1954), deutsche Politikerin (Die Grünen)
- Schmidt, Reimer (1916–2002), deutscher Rechtswissenschaftler und Hochschullehrer
- Schmidt, Reiner (1936–2025), deutscher Rechtswissenschaftler
- Schmidt, Reiner (1942–2011), deutscher Bratschist und Dirigent
- Schmidt, Reinhard (1917–1980), deutscher Bildhauer
- Schmidt, Reinhard (* 1946), deutscher Betriebswirt und Hochschullehrer in Frankfurt am Main
- Schmidt, Reinhard (* 1946), deutscher Bergbauingenieur, ehemaliger Präsident des Sächsischen Oberbergamtes und Oberberghauptmann
- Schmidt, Reinhart (1838–1909), deutscher Unternehmer und Politiker (DFP, FVp), MdR
- Schmidt, Reinhart (1940–2008), deutscher und Hochschullehrer, Professor für Betriebswirtschaftslehre, insbesondere Bankbetriebslehre und Finanzwirtschaft
- Schmidt, Reinhold (1902–1974), deutscher Sprinter
- Schmidt, Reinhold (* 1951), deutscher Unternehmer und Verleger
- Schmidt, Reinhold E. (1951–2022), deutscher Mediziner
- Schmidt, Renate (* 1943), deutsche Politikerin (SPD), MdB, MdLRenate Schmidt (* 1943)

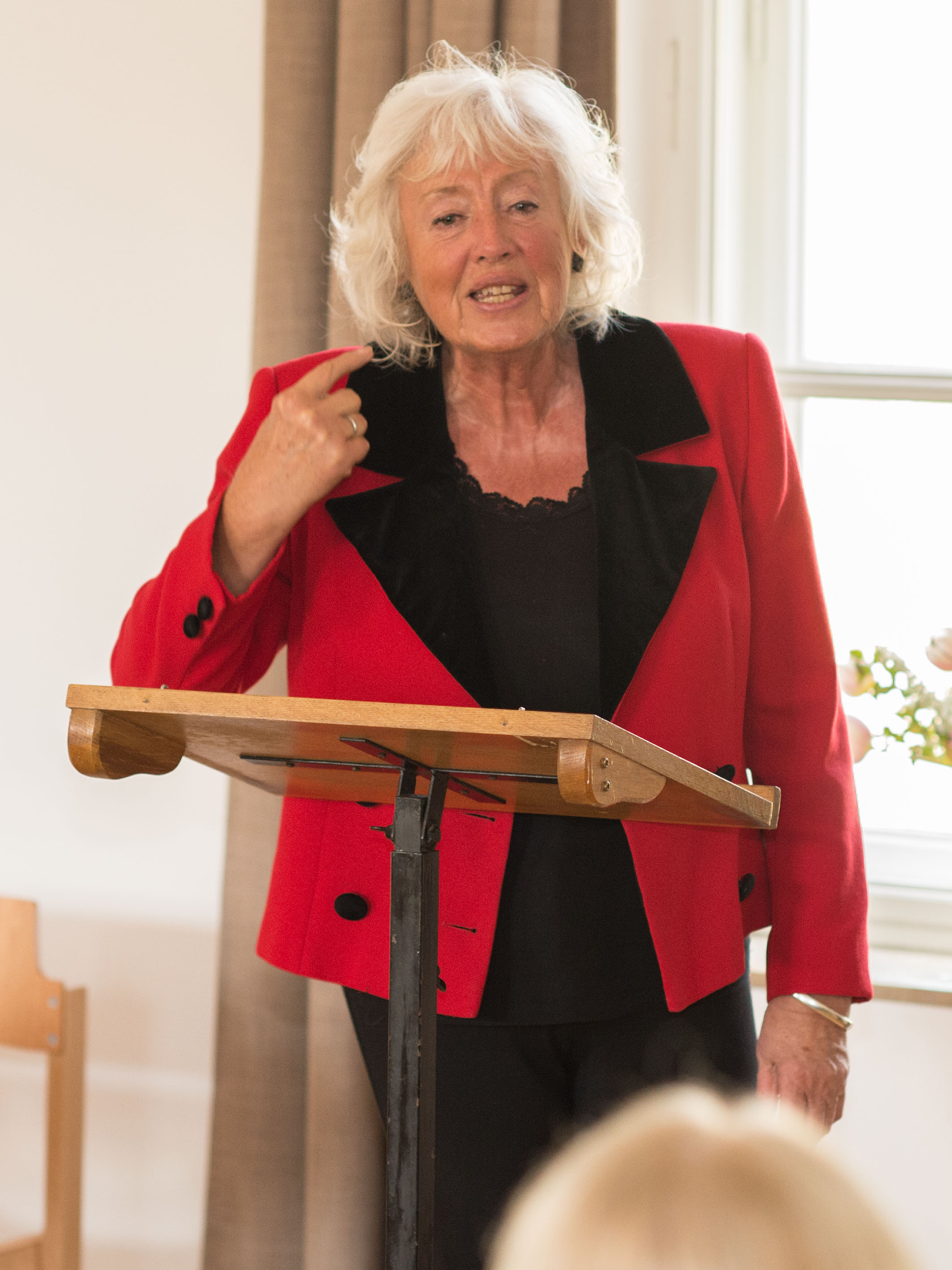
Renate Schmidt (* 1943)

- Schmidt, Renate (* 1948), deutsche Politikerin (SPD), MdL
- Schmidt, René (* 1974), deutscher Fußballspieler
- Schmidt, Reneé (* 1967), deutscher Radsporttrainer

### Schmidt, Ri
- Schmidt, Richard (1862–1944), deutscher Politik- und Rechtswissenschaftler
- Schmidt, Richard (1864–1948), deutscher Politiker (SPD)
- Schmidt, Richard (1866–1939), deutscher Indologe, Übersetzer und Hochschullehrer
- Schmidt, Richard (1871–1945), deutscher Politiker (SPD), MdR
- Schmidt, Richard (1877–1958), deutscher Kantor und Organist
- Schmidt, Richard (1882–1946), deutscher Kommunalpolitiker und Bürgermeister von Greifswald
- Schmidt, Richard (1883–1959), deutscher Architekt und Kunstgewerbler
- Schmidt, Richard (1889–1973), deutscher Kunsthistoriker und Denkmalpfleger
- Schmidt, Richard (* 1987), deutscher RudererRichard Schmidt (* 1987)

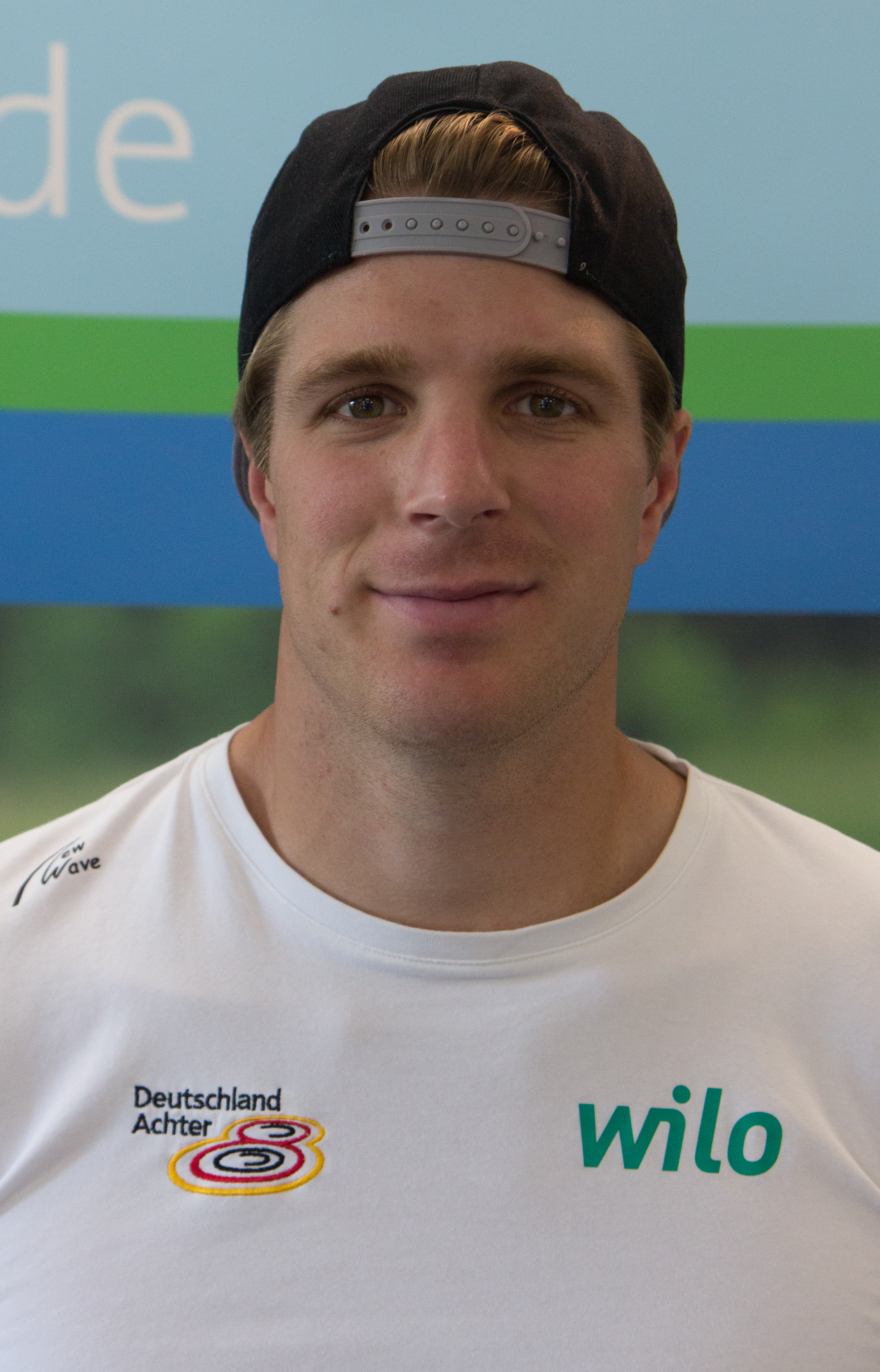
Richard Schmidt (* 1987)

- Schmidt, Richard (* 1992), deutscher Degenfechter
- Schmidt, Richard A. (1941–2015), amerikanischer Bewegungsforscher
- Schmidt, Richard Heinrich Traugott (1877–1955), deutscher lutherischer Pastor
- Schmidt, Richard R. (* 1935), deutscher Chemiker
- Schmidt, Rikke (* 1975), dänische Handballspielerin

### Schmidt, Ro
- Schmidt, Robert (1850–1928), deutscher Architekt und Fachschullehrer, Gründer verschiedener Lehranstalten
- Schmidt, Robert (* 1863), deutscher Landschafts- und Stilllebenmaler
- Schmidt, Robert (1864–1943), deutscher Politiker (SPD), MdR
- Schmidt, Robert (1869–1934), deutscher Bauingenieur, Stadtplaner und Baubeamter
- Schmidt, Robert (1878–1952), deutscher Kunsthistoriker
- Schmidt, Robert (* 1958), deutscher Radrennfahrer
- Schmidt, Robert (* 1964), deutscher Schriftsteller und Redakteur
- Schmidt, Robert (* 1964), deutscher Soziologe
- Schmidt, Robert Christian, deutscher Wirtschaftswissenschaftler
- Schmidt, Robert Emanuel (1864–1938), deutscher Chemiker und Direktor der Elberfelder Farbenfabriken
- Schmidt, Robert Franz (1932–2017), deutscher Physiologe und Hochschullehrer
- Schmidt, Robert Renato (1892–1948), deutscher Verleger und Schriftsteller
- Schmidt, Robert Rudolf (1882–1950), deutscher Prähistoriker
- Schmidt, Roberto (* 1962), Schweizer Politiker
- Schmidt, Rochus (1860–1938), preußischer Kolonial-Offizier in Deutsch-Ostafrika
- Schmidt, Roderich (1925–2011), deutscher Historiker
- Schmidt, Rodger (* 1952), kanadischer Curlingtrainer und Direktor der ersten Curling Academy
- Schmidt, Roger (* 1959), deutscher Karikaturist
- Schmidt, Roger (* 1967), deutscher FußballtrainerRoger Schmidt (* 1967)

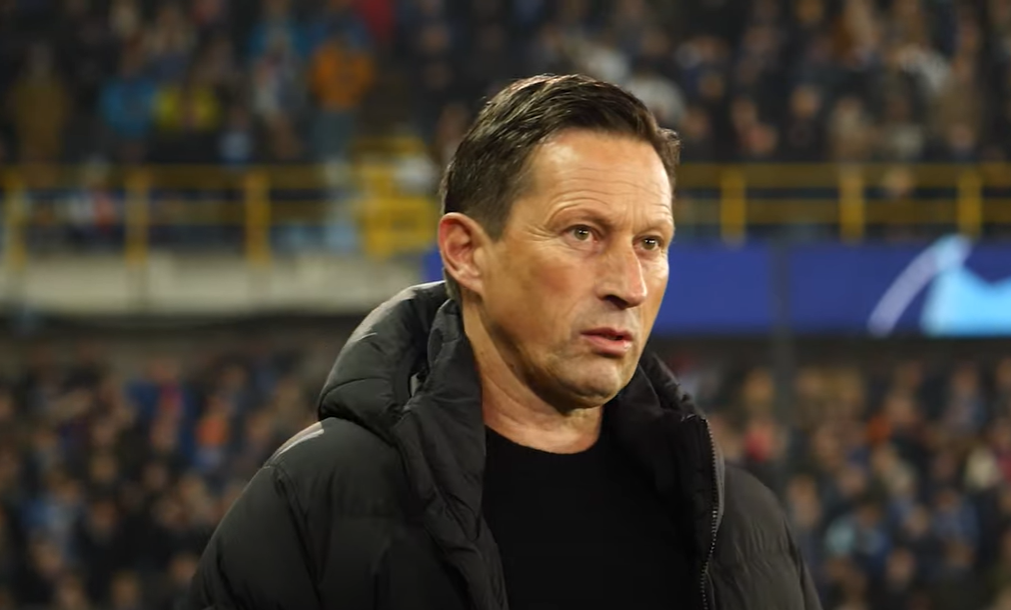
Roger Schmidt (* 1967)

- Schmidt, Roland (* 1966), deutscher Nordischer Kombinierer
- Schmidt, Rolf (* 1937), deutscher Fußballspieler
- Schmidt, Rolf (* 1963), deutscher Segler
- Schmidt, Ronald (* 1977), deutscher Fußballspieler
- Schmidt, Ronald Michael (1951–2023), deutscher Germanist und Bibliothekar
- Schmidt, Roy (* 1991), deutscher Sprinter

### Schmidt, Ru
- Schmidt, Rudi (* 1939), deutscher Soziologe
- Schmidt, Rudolf (1832–1898), Schweizer Offizier und Erfinder
- Schmidt, Rudolf (1843–1913), deutscher Lehrer und Schuldirektor
- Schmidt, Rudolf (1852–1913), Präsident der Eisenbahndirektion Köln und der Reichseisenbahnen in Elsaß-Lothringen
- Schmidt, Rudolf (1862–1945), deutscher Architekt
- Schmidt, Rudolf (1875–1943), deutscher Journalist, Heimatforscher und Regionalhistoriker
- Schmidt, Rudolf (1886–1965), deutscher Rechtswissenschaftler
- Schmidt, Rudolf (1886–1957), deutscher Generaloberst im Zweiten WeltkriegRudolf Schmidt (1886–1957)

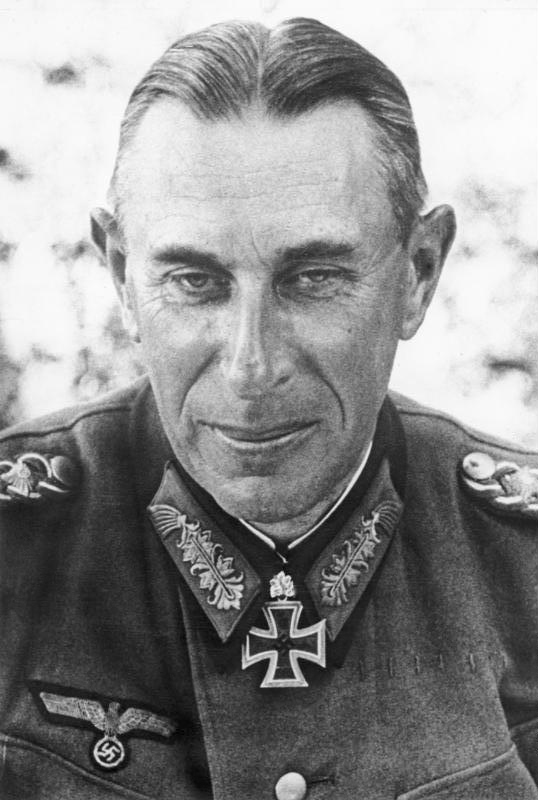
Rudolf Schmidt (1886–1957)

- Schmidt, Rudolf (1894–1980), österreichischer Bildhauer und Kunsthistoriker
- Schmidt, Rudolf (1894–1955), österreichischer Unternehmer und Erfinder
- Schmidt, Rudolf (1897–1989), deutscher Pianist und Musikpädagoge
- Schmidt, Rudolf (1902–1992), deutscher Maler, Grafiker und Zeichner
- Schmidt, Rudolf (1904–1969), deutscher Verwaltungsjurist, Landrat und Ministerialbeamter
- Schmidt, Rudolf (1940–1966), deutscher Fußballspieler